# Unité urbaine de la Réole
L'unité urbaine de la Réole est une unité urbaine française centrée sur la commune de La Réole, dans le  département de la Gironde et la région Nouvelle-Aquitaine.

## Données globales
En 2010, selon l'Insee, l'unité urbaine de la Réole est composée de cinq communes, toutes situées dans l'arrondissement de Langon, subdivision administrative du département de la Gironde.
Dans le nouveau zonage de 2020, le périmètre de l'unité urbaine est identique.
L'unité urbaine de la Réole représente le pôle urbain de l'aire urbaine de La Réole.

## Délimitation de l'unité urbaine de 2020
Elle est composée des 5 communes suivantes :

| Nom               | Code Insee | Statut | Superficie (km2) | Population (dernière pop. légale) | Densité (hab./km2) |
| ----------------- | ---------- | ------ | ---------------- | --------------------------------- | ------------------ |
| Bagas             | 33024      |        | 3,63             | 287 (2022)                        | 79                 |
| Camiran           | 33087      |        | 5,8              | 418 (2022)                        | 72                 |
| Gironde-sur-Dropt | 33187      |        | 8,84             | 1 340 (2022)                      | 152                |
| Morizès           | 33294      |        | 5,87             | 531 (2022)                        | 90                 |
| La Réole          | 33352      |        | 12,53            | 4 441 (2022)                      | 354                |

## Évolution démographique
L'évolution démographique ci-dessous concerne l'unité urbaine de la Réole délimitée selon le périmètre de 2020.
| 1968  | 1975  | 1982  | 1990  | 1999  | 2008  | 2013  | 2018  | 2022  |
| ----- | ----- | ----- | ----- | ----- | ----- | ----- | ----- | ----- |
| 7 200 | 7 233 | 6 516 | 6 401 | 6 415 | 6 584 | 6 526 | 6 900 | 7 017 |